# Kari Jobe
Kari Brooke Jobe (Waco, Texas, Estados Unidos, 6 de abril de 1981) es una cantante y compositora estadounidense de música cristiana conocida por el público de habla hispana por su álbum Le Canto (2009), versión en español de su álbum anterior Kari Jobe (2009). En 2013, recibió su primera nominación al Premio Grammy.

## Biografía

### Inicios
Kari Jobe nació en Waco, Texas, fruto del matrimonio entre Mark Douglas y Caroline "Sandy" (Nee Bragg); sin embargo, a las tres semanas de nacida, se mudaron a Dallas. Jobe creció en Watauga y en Hurst, ambas ciudades de Texas, junto a sus dos hermanos, Kristen y Caleb. Kari empezó a cantar a los tres años y a los cuatro, se convirtió al cristianismo. Desde los 16 años, inició giras con varios equipos de adoración y a los 20 años, empezó a liderar alabanzas. Después de estudiar en la Universidad Oral Roberts y en el Instituto Cristo para las Naciones, se trasladó a la Universidad Bautista de Dallas, donde obtuvo títulos en estudios pastorales y psicología. 
Poco después, recibió un llamado de la Gateway Church en Southlake para trabajar como pastora de adoración asociada, cargo que ocupa desde 2006.
Kari lanzó tres álbumes de manera independiente (el álbum de compilación Kari Jobe, el álbum en vivo Throneroom Worship: Live Acoustic Worship y el álbum de Navidad Bethlehem) y dos álbumes como líder de alabanza, formando parte de Gateway Worship, una banda de adoración cristiana asociada con la iglesia en la que trabaja junto a su padre, Mark. El álbum en vivo de la banda, Wake Up the World, debutó en la segunda posición del listado de Christian Albums de Billboard en 2008.

### Kari JobeyLe canto
Sin abandonar su labor como líder de alabanza y como ministra, firmó en 2009 con Integrity Music y en febrero del mismo año, lanzó su primer álbum debut homónimo con sello discográfico (Integrity Music/Columbia Records/Gateway Create). El álbum llegó al puesto 67 en el Billboard 200, al primer lugar del chart de música cristiana de ITunes y alcanzó la tercera posición de Christian Albums. A la misma vez, Kari Jobe lanzó Le Canto, una versión en español del álbum.
De la producción homónima, el tema «I'm Singing» debutó en el puesto 13 de Christian Songs de Billboard y el segundo sencillo, «Healer» debutó en la ubicación 33 del chart de Billboard Soft A/C. También lanzó «Adore Him» como sencillo, tema que integró el álbum de compilación Worship and Adore: A Christmas Offering. Su álbum debut fue bien recibido y Kari Jobe fue condecorada en los GMA Dove Awards, recibiendo los premios al mejor álbum de evento especial y al mejor álbum en español.

### Where I Find YouyDonde te encuentro
En 2011, Jobe firmó con EMI CMG Sparrow Records y a inicios del año siguiente lanzó su segunda producción, titulada Where I Find You. El álbum debutó en la primera posición del listado de álbumes de ITunes y fue bien recibido por la crítica. Vendió 25.000 copias en su primera semana y entró a los listados de Digital Albums, Christian Albums y el Billboard 200. Al igual que en su trabajo anterior, lanzó poco después una versión del álbum para el público hispano, titulada Donde Te Encuentro. Participó del Winter Jam 2012 y se unió a la Campaña A21, una organización dedicada a abolir la trata de personas.
A fines de ese año, Jobe recibió su primera nominación al Grammy en la categoría "mejor álbum cristiano/contemporáneo".

## Discografía

### Álbumes
Álbumes de estudio
| Año                                                      | Álbum | Máxima posición en listas  | Máxima posición en listas           | Máxima posición en listas | Máxima posición en listas | Máxima posición en listas | Máxima posición en listas      | Máxima posición en listas | Máxima posición en listas  | Máxima posición en listas |
| Año                                                      | Álbum | Billboard Christian Albums | Billboard Christian & Gospel Albums | Billboard Digital Albums  | Billboard Catalog Albums  | Billboard Current Albums  | Billboard Comprehensive Albums | Billboard Latin Albums    | Billboard Latin Pop Albums | Billboard 200             |
| -------------------------------------------------------- | --- | -------------------------- | ----------------------------------- | ------------------------- | ------------------------- | ------------------------- | ------------------------------ | ------------------------- | -------------------------- | ------------------------- |
| 2007                                                     | Bethlehem - Fecha de lanzamiento: diciembre de 2007 - Sello discográfico: Independiente (Gateway Create) | —                          | —                                   | —                         | —                         | —                         | —                              | —                         | —                          | —                         |
| 2009                                                     | Kari Jobe - Fecha de lanzamiento: 10 de febrero de 2009 - Sello discográfico: Integrity/Columbia/Gateway | 3                          | 4                                   | —                         | 1                         | —                         | 68                             | —                         | —                          | 63                        |
| 2009                                                     | Le Canto - Fecha de lanzamiento: 28 de abril de 2009 - Sello discográfico: Integrity/Columbia/Gateway    | —                          | —                                   | —                         | —                         | —                         | —                              | —                         | —                          | —                         |
| 2012                                                     | Where I Find You - Fecha de lanzamiento: 24 de enero de 2012 - Sello discográfico: Sparrow Records       | 1                          | 1                                   | 5                         | —                         | 10                        | —                              | —                         | —                          | 10                        |
| 2012                                                     | Donde Te Encuentro - Fecha de lanzamiento: 24 de abril de 2012 - Sello discográfico: Sparrow Records     | —                          | —                                   | —                         | —                         | —                         | —                              | 19                        | 6                          | —                         |
| "—" denota que el lanzamiento no logró entrar en listas. | |                            |                                     |                           |                           |                           |                                |                           |                            |                           |

Álbumes
- 2004: Throneroom Worship: Live Acoustic Worship
- 2007: Bethlehem
- 2009: Kari Jobe
- 2009: Le Canto
- 2010: Prepare the Way – A Night of Worship With Klaus and Kari Jobe (Klaus Kuehn)
- 2012: Where I Find You
- 2012: Donde Te Encuentro
- 2014: Majestic (Live)
- 2015: Majestic: Revisited
- 2017: The Garden [12]
- 2020: The Blessing (Live)

EPs
- 2012: The Acoustic Sessions (Live)
- 2020: The Blessing

Singles
- 2008: "I'm Singing"
- 2009: "Pure"
- 2009: "Adore Him"
- 2010: "You Are for Me"
- 2010: "Healer"
- 2012: "We Are"
- 2012: "What Love Is This"
- 2012: "Steady My Heart"
- 2014: "Forever"
- 2015: "I Am Not Alone"
- 2016: "The Cause of Christ" [13]
- 2016: "Heal Our Land"
- 2017: "Fall Afresh"
- 2017: "The Garden"
- 2020: "The Blessing"

Álbumes con Gateway Worship
- Unbreakable (2003)
- Masterpiece (2004)
- Kari Jobe (2005)
- Drawing Closer: Songs from Gateway Devotions (2006)
- The Battle: Songs from Gateway Devotions (2007)
- First: Songs from Gateway Devotions (2008)
- My Beloved (2009)
- (Songs Inspired By) Conversations With God (2009)
- Let's Go: Songs from Gateway Devotions (2010)
- The More I Seek You (2010)

Álbumes en vivo con Gateway Worship
- Living for You (2006)
- Wake Up the World (2008)
- The More I Seek  You (2010)
- God Be Praised  (2010)
- Great Great God  (2011)
- Forever Yours (2012)

### Sencillos
| Año | Sencillo                  | Máxima posición en listas | Máxima posición en listas        | Máxima posición en listas     | Máxima posición en listas         | Máxima posición en listas      | Máxima posición en listas   | Álbum                                   |
| Año | Sencillo                  | Billboard Christian Songs | Billboard Christian AC Indicator | Billboard Christian AC Songs´ | Billboard Christian Digital Songs | Billboard Christian Hot AC/CHR | Billboard Christian Soft AC | Álbum                                   |
| --- | ------------------------- | ------------------------- | -------------------------------- | ----------------------------- | --------------------------------- | ------------------------------ | --------------------------- | --------------------------------------- |
| 2008 | «I'm Singing»             | 49                        | —                                | —                             | —                                 | —                              | —                           | Kari Jobe                               |
| 2009 | «Adore Him»               | 24                        | —                                | 22                            | —                                 | —                              | 10                          | Worship and Adore: A Christmas Offering |
| 2010 | «You Are For Me»          | 49                        | —                                | —                             | —                                 | —                              | 11                          | Kari Jobe                               |
| 2010 | «Healer»                  | 24                        | 28                               | —                             | —                                 | —                              | 15                          | Kari Jobe                               |
| 2010 | «Revelation Song»         | —                         | —                                | —                             | 27                                | —                              | —                           | Kari Jobe                               |
| 2010 | «Everyone Needs a Little» | —                         | —                                | —                             | —                                 | —                              | 12                          | Kari Jobe                               |
| 2012 | «We Are»                  | 8                         | 6                                | 15                            | 3                                 | 30                             | 5                           | Where I Find You                        |
| 2012 | «What Love Is This»       | —                         | —                                | —                             | —                                 | —                              | —                           | Where I Find You                        |
| 2012 | «Steady My Heart»         | 16                        | 13                               | 25                            | 4                                 | 26                             | 11                          | Where I Find You                        |
| "—" denota que el lanzamiento no logró entrar en listas. "--" denota que la lista no existía en ese momento |                           |                           |                                  |                               |                                   |                                |                             |                                         |

## Premios y nominaciones
| Año  | Premio                     | Categoría                                     | Trabajo nominado                              | Resultado |
| ---- | -------------------------- | --------------------------------------------- | --------------------------------------------- | --------- |
| 2013 | Premios Grammy             | Mejor álbum de música cristiana contemporánea | Where I Find You                              | Nominada  |
| 2010 | GMA Dove Awards            | Artista nuevo del año                         | Kari Jobe                                     | Nominada  |
| 2010 | GMA Dove Awards            | Álbum en español del año                      | Le canto                                      | Ganadora  |
| 2010 | GMA Dove Awards            | Álbum de evento especial del año              | Glory Revealed II: The Word of God In Worship | Ganadora* |
| 2012 | GMA Dove Awards            | Vocalista femenina del año                    | Kari Jobe                                     | Nominada  |
| 2013 | GMA Dove Awards            | Álbum en español del año                      | Donde te encuentro                            | Nominada  |
| 2013 | GMA Dove Awards            | Álbum de evento especial del año              | Jesus, Firm Foundation: Hymns of Worship      | Nominada* |
| 2013 | GMA Dove Awards            | Álbum de evento especial del año              | Passion: Let The Future Begin                 | Ganadora* |
| 2013 | GMA Dove Awards            | Álbum de alabanza y adoración del año         | Passion: Let The Future Begin                 | Nominada* |
| 2014 | GMA Dove Awards            | Álbum de alabanza y adoración del año         | Majestic                                      | Ganadora  |
| 2015 | GMA Dove Awards            | Artista del año                               | Kari Jobe                                     | Nominada  |
| 2015 | GMA Dove Awards            | Canción de adoración del año                  | «Forever (We Sing Hallelujah)»                | Nominada  |
| 2009 | Premios Arpa               | Mejor álbum vocal femenino                    | Le canto                                      | Nominada  |
| 2009 | Premios Arpa               | Álbum del año                                 | Le canto                                      | Nominada  |
| 2009 | Premios Arpa               | Mejor diseño de portada                       | Le canto                                      | Nominada  |
| 2011 | Premios Arpa               | Mejor canción en participación                | «Revelación» (con Danilo Montero)             | Nominada  |
| 2013 | K-LOVE Fan Awards          | Artista femenina del año                      | Kari Jobe                                     | Ganadora  |
| 2015 | K-LOVE Fan Awards          | Artista femenina del año                      | Kari Jobe                                     | Nominada  |
| 2013 | BMI Christian Music Awards | Una de las canciones más sonadas de la radio  | «We Are»                                      | Ganadora  |
| 2009 | Premios AMCL               | Vocalista femenina del año                    | Kari Jobe                                     | Nominada  |
| 2009 | Premios AMCL               | Artista juvenil del año                       | Kari Jobe                                     | Nominada  |
| 2009 | Premios AMCL               | Calidad sonora de álbum del año               | Le canto                                      | Nominada  |
| 2009 | Premios AMCL               | Composición del año                           | «Le canto»                                    | Nominada  |
| 2009 | Premios AMCL               | Intervención musical del año                  | «Revelación» (con Danilo Montero)             | Nominada  |
| 2009 | Premios AMCL               | Álbum pop del año                             | Le canto                                      | Ganadora  |
| 2009 | Premios AMCL               | Artista inglés del año                        | Kari Jobe                                     | Nominada  |
| 2009 | Premios AMCL               | Álbum inglés del año                          | Kari Jobe                                     | Nominada  |
| 2009 | Premios AMCL               | Canción inglesa del año                       | «Beautiful»                                   | Nominada  |
| 2010 | Premios AMCL               | Video inglés del año                          | You Are For Me                                | Nominada  |
| 2012 | Premios AMCL               | Artista del año                               | Kari Jobe                                     | Ganadora  |
| 2012 | Premios AMCL               | Canción del año                               | «A mi corazón tranquilizarás»                 | Ganadora  |
| 2012 | Premios AMCL               | Álbum del año                                 | Donde te encuentro                            | Ganadora  |
| 2012 | Premios AMCL               | Vocalista femenina del año                    | Kari Jobe                                     | Nominada  |
| 2012 | Premios AMCL               | Canción promocional del año                   | «Somos la luz»                                | Ganadora  |
| 2012 | Premios AMCL               | Artista inglés del año                        | Kari Jobe                                     | Nominada  |
| 2012 | Premios AMCL               | Canción inglesa del año                       | «Steady My Heart»                             | Nominada  |
| 2012 | Premios AMCL               | Álbum inglés del año                          | Where I Find You                              | Nominada  |
| 2012 | Premios AMCL               | Videoclip inglés del año                      | Steady My Heart                               | Nominada  |
| 2012 | Premios AMCL               | EP inglés del año                             | The Acoustic Sessions (Live)                  | Nominada  |

* Junto a otros artistas.